# Betonika
Betonika (ljekovita bukvica, ljekoviti čistac, kosmata bukvica, ranilist, lat. Betonica officinalis, sin. Stachys officinalis), ljekovita je biljka iz porodice Lamiaceae, nekada uključivana u rod čistac (Stachys), a danas rodu Betonica (rani list ili bukvica). Nazivi bukvica, čistac i rani list u hrvatskom jeziku označavaju i rod Stachys. 
Betonika raste u Europi, Zapadnoj Aziji i Sjevernoj Africi. Kod nas raste na livadama i po svijetlim šumama.

## Primjena u narodnoj medicini
U narodnoj medicini se koristi kao dekokt protiv katara dišnog trakta, kao i protiv artritisa. Rizom je prije bio korišten kao emetik i laksativ.
Biljka se dugo koristi u narodnoj medicini kao hemostatik, antihipertenziv; homeopatski se pripravci koriste kod astme.

## Jestivost
Mladi se listovi mogu koristiti kao povrće.

## Vanjske poveznice
https://pfaf.org/user/Plant.aspx?LatinName=Stachys+officinalis